# Júnior Groovador
José Edilson Firmino Silva Júnior (Natal, 1983), mais conhecido como Júnior Bass Groovador ou simplesmente Júnior Groovador, é um músico e youtuber brasileiro, notório por fazer versões de músicas populares numa combinação de baixo e forró. A fama que conquistou por meio das redes sociais rendeu uma participação no palco mais importante do Rock in Rio 2019, onde tocou com a dupla Tenacious D. Além disso, Júnior já virou meme por versão performática de uma canção do Nirvana e chegou a estrelar campanhas publicitárias, incluindo o anúncio do filme Jumanji no Brasil.

## Biografia
José Edilson Firmino Silva Júnior nasceu em 1983 e é natural de Natal e antes de viver como youtuber e baixista, chegou a trabalhar como vigilante. Sua carreira musical, no entanto, não começou no baixo, pois aos 14 anos no violão e na guitarra que ele tocou os primeiros acordes.
| “                                                                           | Por incrível que pareça, eu não estava vivendo de música. Eu estava trabalhando como vigilante. Não estava vivendo de música, o mercado estava muito difícil pra mim, e eu tive que partir para outra profissão. Eu tive que dar um passo pra trás na minha vida, entendeu? Depois das dificuldades, das pancadas que eu levei em Fortaleza, no Ceará, eu voltei pra minha terra de mão abanando, mas eu consegui uma situação de eu pagar um curso de vigilante, fiz o curso e estava trabalhando. Durante um ano e meio trabalhei nessa profissão de vigilante. (...) Mas com aquele sonho dentro do meu coração, com aquela determinação, Rafael, com aquele foco, com aquela fé, sabendo que as oportunidades, por mais que sejam estreitas, difíceis, mas eu tinha essas três teses na minha mente: determinação, foco e fé. E foi daí que eu comecei a gravar nos estúdios essas versões. Fiz o ‘Smells Like Teen Spirit’, mas eu não esperava uma proporção tão gigante dessa, do próprio baterista do Nirvana olhar esse vídeo e mandar pro Jack Black. | ” |
| — Júnior Groovador, em entrevista a Rafael Bittencourt no podcast Amplifica | |   |